# پتا دبون
پتا دبون (انگلیسی: Peta Edebone؛ زادهٔ ۹ فوریهٔ ۱۹۶۹) بازیکن سافت‌بال اهل استرالیا است.